# John ME
Mattias Edlund er en svensk sanger og sangskriver som går under kunstnernavnet John ME.
Mattias Edlund har en fortid som sanger i det svenske band The Motorhomes, der i slutningen af 90'erne fik en pladekontrakt og siden har udsendt to albums, Songs For Me (And My Baby) (1999) og The Long Distance Runner (2002). Bandets største hit var singlen Into The Night fra deres første album, og The Motorhomes oplevede bl.a. at være opvarmning for Suede i Skandinavien og optræde på flere velrenommerede engelske musikfestivaler som fx Reading festivalen.
I 2004 gik The Motorhomes i opløsning, da Mattias Edlund besluttede sig for at forlade bandet for at hellige sig familielivet og et job med fast løn.
Men musikken forblev en afgørende faktor hos Mattias Edlund der ringede til tidligere Motorhomes-producer Simon Nordberg, der sammen med Kents Jocke Berg og Pär Wiksten fra The Wannadies hjalp Mattias Edlund med at få projektet John ME til at tage form.
Første single var uptempo-nummeret Love Is My Drug, som adskiller sig en del fra resten af debutalbummets lidt mere stille og crooner-agtige sange.
Stilen er poppet som New Order blandet med sangskrivning à la Damien Rice og med et islæt af svenskhed som Kent.